# Густав Майр
Густав Майр (нім. Gustav Mayr; 1830—1908) — австрійський ентомолог, мірмеколог, один з провідних систематиків мурах, професор в Будапешті і Відні (1863—1892), член Австрійського зоолого-ботанічного товариства, Російського ентомологічного товариства та багатьох інших. Він залишив найбільшу на той час колекцію мурах, що включає понад 2000 видів, а сам описав понад 500 нових для науки видів цих комах .

## Біографія
Народився 12 жовтня 1830 року у Відні в родині адвоката Ігнаца Майра і Розіни. У 1856 році отримав ступінь доктора медицини .
У 1862—1901 роках він виділив і описав понад 500 нових для науки видів і 58 нових родів мурах, включаючи такі як Acromyrmex, Anochetus, Aphaenogaster, Camponotus, Formicoxenus, Leptothorax, Monomorium, Tetramorium і багато інших. Ним були оброблені унікальні колекції викопних мурах з Балтійського бурштину (1868), мурах тибетської експедиції Пржевальського і Туркестанської експедиції О. П. Федченка та з матеріалів навколосвітнього плавання фрегата «Новари». Крім того, Майр вивчав клопів і паразитичних перетинчастокрилих (в його колекції було 2960 видів Chalcidoidea і 923 види Cynipidae, а також 1350 видів клопів) .
Помер 14 липня 1908 року у Відні, Австрія .

## Вшанування
На честь Густава Майра були названі три роди перетинчастокрилих комах, такі як Mayria Forel (1879), Eumayria Ashmead (1887) і Mayriella Forel (1902). Ще приблизно 50 видів в самих різних групах комах несуть видовий епітет mayri, в тому числі:
- Apterostigma mayri (Forel, 1893)
- Camponotus mayri Forel, 1879
- Carebara mayri (Forel, 1901)
- Dorylus mayri Santschi, 1912
- Monomorium mayri Forel, 1902
- Myrmelachista mayri Forel, 1886
- Sericomyrmex mayri Forel, 1912
- Rhoptromyrmex mayri Forel, 1912
- Tetramorium mayri (Mann, 1919)
- Tetraponera mayri (Forel, 1901)